# زيز (كائن أسطوري)

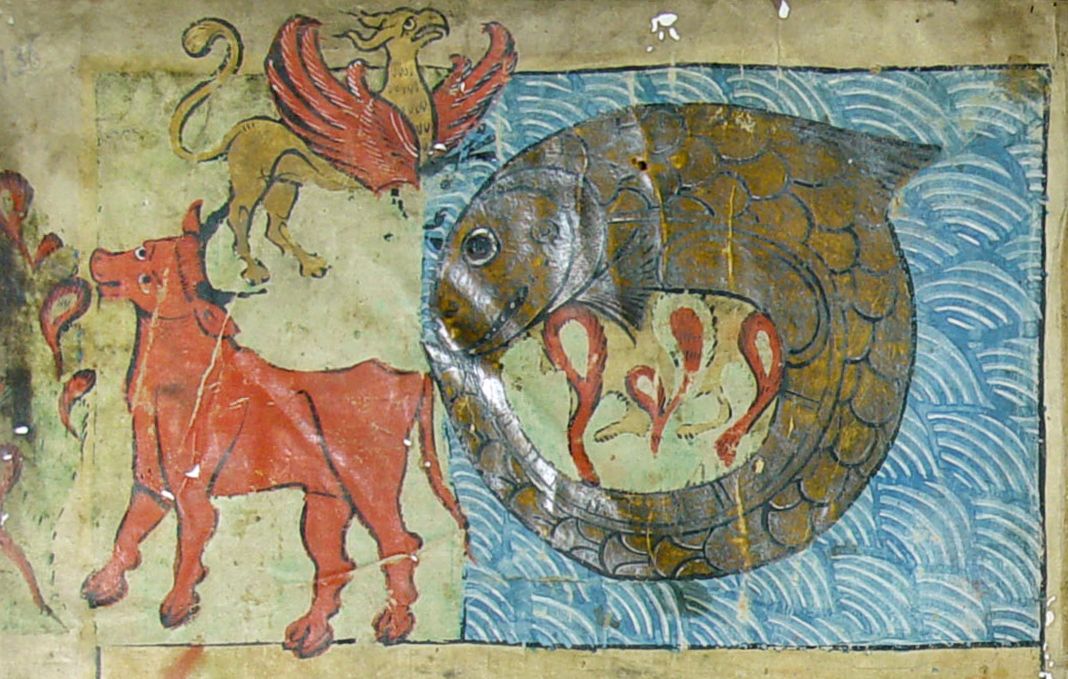
من اليسار: البهيموث (على الأرض), الزيز (في السماء), و لوياثان (تحت البحر).

الزيز (بالعبرية:זיז) هو غرفين أو فتخاء عملاق مثل الطير في الأساطير اليهودية، يقال انه كبير بما فيه الكفاية ليغطي ضوء الشمس برفرفة جناحية

## وصفه
يعتبر حيوانًا أو وحشًا عملاقًا مطابقًا طبق الأصل للمخلوقات. يقول الأحبار ان الزيز مثله كمثل سميروغ الفارسي، في حين يقارن العلماء المعاصرون الزيز بآنزو السومري، والعنقاء اليونانية العتيقة .